# 中国驻蒙古大使列表
本列表为中華人民共和國驻蒙古历任大使名录（附中華民國駐蒙古國歷任代表）。

## 历任中国驻蒙古大使

### 中华人民共和国驻蒙古大使（1950年至今）
1949年10月16日，中华人民共和国与蒙古建交，开始派遣驻蒙古大使。
| 姓名   | 任命           | 任命           | 到任           | 递交国书       | 免职           | 免职           | 离任           | 外交衔级 | 外交职务     | 备注                     |
| 姓名   | 全国人大常委会 | 主席           | 到任           | 递交国书       | 全国人大常委会 | 主席           | 离任           | 外交衔级 | 外交职务     | 备注                     |
| ------ | -------------- | -------------- | -------------- | -------------- | -------------- | -------------- | -------------- | -------- | ------------ | ------------------------ |
| 吉雅泰 | 1950年9月5日   | 1950年6月29日  | 1950年7月9日   | 1950年7月10日  | 1954年6月19日  | 1954年9月14日  | 1953年7月      | 大使     | 特命全权大使 | 中国第一位蒙古族驻外大使 |
| 何英   | 1954年9月9日   | 1954年9月14日  | 1954年9月23日  | 1954年9月24日  | 1958年6月29日  | 1958年9月1日   | 1958年8月      | 大使     | 特命全权大使 |                          |
| 谢甫生 | 1958年6月29日  | 1958年9月1日   | 1958年9月      | 1958年9月22日  | 1963年7月3日   | 1963年9月6日   | 1963年8月4日   | 大使     | 特命全权大使 |                          |
| 张灿明 | 1963年7月3日   | 1963年9月6日   | 1963年9月14日  | 1963年9月17日  | 不適用         | 不適用         | 1967年1月      | 大使     | 特命全权大使 |                          |
| 刘吉德 | 不適用         | 不適用         | 1967年1月      | 不適用         | 不適用         | 不適用         | 1967年         |          | 临时代办     |                          |
| 孙一先 | 不適用         | 不適用         | 1968年         | 不適用         | 不適用         | 不適用         | 1970年         |          | 临时代办     |                          |
| 吕子波 | 不適用         | 不適用         | 1970年         | 不適用         | 不適用         | 不適用         | 1971年8月      |          | 临时代办     |                          |
| 许文益 | 不適用         | 不適用         | 1971年8月20日  | 1971年8月24日  | 不適用         | 不適用         | 1974年2月26日  | 大使     | 特命全权大使 |                          |
| 张伟烈 | 不適用         | 不適用         | 1974年10月17日 | 1974年10月24日 | 1978年5月24日  | 不適用         | 1978年4月16日  | 大使     | 特命全权大使 |                          |
| 孟英   | 1978年5月24日  | 不適用         | 1978年8月3日   | 1978年8月8日   | 1983年6月23日  | 不適用         | 1983年7月15日  | 大使     | 特命全权大使 |                          |
| 李举卿 | 1983年6月23日  | 不適用         | 1983年11月     | 1983年11月23日 | 1988年12月29日 | 1989年6月27日  | 1989年6月      | 大使     | 特命全权大使 |                          |
| 张德麟 | 1988年12月29日 | 1989年6月27日  | 1989年8月      | 1989年8月21日  | 1992年12月28日 | 1993年3月2日   | 1993年2月      | 大使     | 特命全权大使 |                          |
| 裴家义 | 1992年12月28日 | 1993年3月2日   | 1993年3月      | 1993年3月17日  | 1996年7月5日   | 1996年11月12日 | 1996年8月      | 大使     | 特命全权大使 |                          |
| 齐治家 | 1996年7月5日   | 1996年11月12日 | 1996年9月      |                | 1998年12月29日 | 1999年9月7日   | 1999年8月      | 大使     | 特命全权大使 |                          |
| 黄家骙 | 1998年12月29日 | 1999年9月7日   | 1999年8月31日  | 1999年9月3日   | 2003年6月28日  | 2003年11月18日 | 2003年10月9日  | 大使     | 特命全权大使 |                          |
| 高树茂 | 2003年6月28日  | 2003年11月18日 | 2003年11月4日  | 2003年11月7日  | 2007年2月28日  | 2007年8月23日  | 2007年7月      | 大使     | 特命全权大使 |                          |
| 余洪耀 | 2007年2月28日  | 2007年8月23日  | 2007年8月15日  | 2007年8月23日  | 2010年8月28日  | 2011年4月2日   | 2011年1月      | 大使     | 特命全权大使 |                          |
| 王小龙 | 2010年8月28日  | 2011年4月2日   | 2011年2月17日  | 2011年2月23日  | 2015年7月1日   | 2015年9月30日  | 2015年6月      | 大使     | 特命全权大使 |                          |
| 邢海明 | 2015年7月1日   | 2015年9月30日  | 2015年8月22日  | 2015年8月25日  | 2019年10月26日 | 2020年2月7日   | 2019年12月21日 | 大使     | 特命全权大使 |                          |
| 柴文睿 | 2019年10月26日 | 2020年2月7日   | 2020年1月30日  | 2020年2月12日  |                | 2023年10月20日 | 2023年9月      | 大使     | 特命全权大使 |                          |
| 沈敏娟 |                | 2023年10月20日 | 2023年9月22日  | 2023年10月6日  | 现任           |                |                | 大使     | 特命全权大使 |                          |